# سداسي فلوروسيليكات الرصاص
سداسي فلوروسيليكات الرصاص مركب كيميائي من الرصاص والسيليكون والفلور صيغته [Pb[SiF6، ويوجد في الشروط القياسية على شكل صلب بلوري عديم اللون.

## التحضير
يحضر المركب من تفاعل أكسيد الرصاص الثنائي وحمض سداسي فلورو السيليسيك: 
{\displaystyle \mathrm {PbO+H_{2}[SiF_{6}]\longrightarrow Pb[SiF_{6}]+H_{2}O} }

## الخواص
يوجد المركب في الشروط القياسية على شكل بلورات عديمة اللون، يوجد منها شكل مائي على هيئة ثنائي هيدرات، والتي لها انحلالية جيدة في الماء. يتفكك المركب عند التسخين إلى درجات حرارة مرتفعة.

## الاستخدامات
استخدم المركب في السابق من أجل تنظيف الأحجار الطبيعية؛ وحالياً يستخدم من أجل معالجة خامات الرصاص.